# Cacusan CF
Der Cacusan Clube Futebol (kurz: Cacusa, CCF) ist ein osttimoresischer Fußballverein. Er ist in der Landeshauptstadt Dili im Suco Becora ansässig. Der Name leitet sich vom Cacusa ab, einem Berg im Osten von Dili.

## Geschichte
Der Verein trat das erste Mal in der indonesischen Besatzungszeit 1997 als Dili Timur auf und nahm an der Liga Lorosae teil. Entsprechend dem Namen vertrat der Verein in der Liga den Osten Dilis. 2000 nahm er am Taça Vos Esperança teil. Am 10. Juni 2001 erfolgte die Umbenennung in Cacusan CF und die Teilnahme am Nobel Cup. Weitere Pokalteilnahmen waren der Presidente Cup 2004 und 2014, der Fronteira Cup 2004 und der Taça 12 de Novembro 2015.
2005/2006 war er Teil der Super Liga. Man schied in der ersten Runde als Dritter der Gruppe D nach zwei Niederlagen aus. Bei der Taça Digicel nahm der Club nicht teil. Die Mannschaft Dili Leste, die mitspielte, war nicht mit dem Cacusan CF identisch.
2015 fand die Qualifikationsrunde für die neugegründete Liga Futebol Amadora statt. Der Cacusan CF erreichte in der Gruppe A nur den dritten Platz und musste daher in der Saison 2016 in die Segunda Divisão. Hier gelang ihm aber als Meister der zweiten Liga der direkte Aufstieg in die Primeira Divisão für die Saison 2017. Hier gelang auf Platz 6 knapp der Klassenerhalt, doch Saison 2018 stieg er auf dem letzten Tabellenplatz für 2019 wieder in die zweite Liga ab.
Beim Taça 12 de Novembro 2016 schied er in der dritten Runde gegen den späteren Pokalsieger AS Ponta Leste im Elfmeterschießen aus. 2017 schied er in der zweiten Hauptrunde und 2018 in der ersten Hauptrunde aus.
Am 28. Mai 2017 trat Klubpräsident João Soares Maneco von seinem Amt zurück, nachdem ihn mehrere Gründungsmitglieder für die Entlassung des Trainers Vasco Clementinho de Carvalho kritisiert hatten. Maneco hatte Carvalho entlassen, weil der Verein in der Hinrunde der Saison 2017 in sieben Spielen nur 11 statt 15 Punkte und damit nur Platz 3 erreicht hatte. Am 7. Juni erklärte José Carlos Fonseca, Kapitän des Teams von Cacusan CF und der osttimoresischen Fußballnationalmannschaft, er wolle nicht mehr in der laufenden Saison in der Liga für Cacusan CF spielen. Grund seien vereinsinterne Probleme.